# Acaulimalva rauhii
Acaulimalva rauhii är en malvaväxtart som först beskrevs av Bénédict Pierre Georges Hochreutiner, och fick sitt nu gällande namn av Krapovickas. Acaulimalva rauhii ingår i släktet Acaulimalva och familjen malvaväxter. Inga underarter finns listade i Catalogue of Life.